# چاخ‌چاخ‌لی
چاخ‌چاخ‌لی (به لاتین: Çaxçaxlı) یک منطقه مسکونی در جمهوری آذربایجان است که در شهرستان خاچماز واقع شده است.